# Enfermedad poliquística renal
Enfermedad poliquística renal (PKD siglas en inglés). Es una enfermedad genética progresiva de los riñones. Ocurre en los seres humanos y otros animales. Se caracteriza por la presencia de múltiples quistes en ambos riñones. La enfermedad también puede dañar al hígado, páncreas y raramente al corazón y el cerebro.

## Formas de la enfermedad
Las dos mayores formas de enfermedad poliquística renal se distinguen por sus patrones hereditarios.
- Enfermedad poliquística renal autosómica dominante
- Enfermedad poliquística renal autosómica recesiva

### Enfermedad poliquística renal autosómica dominante
La enfermedad poliquística renal autosómica dominante (ADPKD —en inglés—) es un padecimiento con desarrollo posterior de quistes en los riñones, y un alargamiento de los mismos. Las manifestaciones de esta enfermedad incluyen anormalidades en la función renal, hipertensión, dolor renal, e insuficiencia renal. Aproximadamente el 50 % de los pacientes con Enfermedad poliquística autosómica dominante presentan los síntomas finales hacia los 60 años, Sin embargo la enfermedad es sistémica presentando quistes en otros órganos como el hígado (lo cual puede desencadenar una cirrosis), vesículas seminales, páncreas, y aracnoides y anormalidades no quísticas tales como aneurismas intracraneales y dolicoectasias, dilatación de la aorta, y disección de la aorta torácica, prolapso de la válvula mitral, y hernias en la pared abdominal.
Los síntomas iniciales en los monos y seres humanos son: hipertensión, fatiga, y dolores severos en la espalda y costados, infecciones en el tracto urinario. La enfermedad conduce frecuentemente al desarrollo de Insuficiencia renal crónica y puede resultar en la pérdida total en la función renal, lo que requiere un cierto tipo de diálisis.

### Enfermedad poliquística renal autosómica recesiva
Esta última forma de enfermedad es más rara y comúnmente letal. Sus síntomas y manifestaciones aparecen generalmente al nacer o en la infancia temprana.

## Genética
La enfermedad existe en ambas modalidades autosómica dominante y autosómica recesiva.

### Autosómica dominante
La forma del padecimiento en el modo autosómico dominante es mucho más común pero menos severo. En el 85% de los pacientes esta enfermedad es causada por la mutación en el gen PKD1 (cromosoma locus 16p13.3-p13.1); en el 15% de los pacientes la causa es la mutación del gen PKD2 (locus 4q21q23) un tercer gen candidato PKD3 es el más bajo en porcentaje presentado.
ver: Herencia Mendeliana en el Hombre

### Autosómica recesiva

Patrón autosoma recesivo.

La forma del padecimiento en la modalidad autosómica recesiva es la variación menos común, se debe a la mutación del (cromosoma locus 6p12.2) PKHD1
La mayoría muere al nacer, debido a insuficiencia respiratoria; es invariablemente bilateral, en casi todos los casos hay quistes hepáticos con fibrosis portal, así como proliferación de conductos biliares portales.
Los pacientes en etapa infantil y juvenil, pueden desarrollar fibrosis hepática, caracterizada por fibrosis periportal también llamada fibrosis hepática congénita. Un estudio ultrasonográfico fetal ofrece la posibilidad de diagnóstico prenatal.

## Otros tipos
Un pequeño grupo de familias presentan el padecimiento, pero aparentemente no está clasificado dentro de los dos tipos anteriores adjudicándosele a un gen no identificado aún. En este caso se le considera como PKD3.
En la enfermedad poliquística renal autosómica recesiva, se asocia al gen PKHD1, localizado en la región 6p21-23, este gen codifica una nueva gran proteína fibrocistina.

## Epidemiología
La enfermedad poliquística renal es la amenaza genética más común que afecta a más de 12.5 millones de personas en el mundo. La forma autosómica dominante se encuentra en promedio en ≈1 cada 800 individuos (de 1:400 a 1:1.000).

La forma autosómico recesiva afecta a ≈1 cada 20.000-40.000 individuos.

## Fisiopatología
Estudios recientes en biología celular cillia/flagella utilizando organismos modelo como el alga Chlamydomonas, del nematodo caenorhabditis elegans y del ratón común han revelado cómo la enfermedad poliquística renal se desarrolla en los pacientes. Todas las células cilia y flagella son construidas y mantenidas, incluyendo la localización de proteínas insertadas en las membranas ciliares y flagelares por medio del transporte intraflagelar. Estas células epiteliales que cubren el claro de los conductos urinarios que detectan el flujo de la orina, fallan en la detección provocando apoptosis de estas células epiteliales renales produciendo la formación típica de estos quistes, que a la vez resulta en la mutación de la sensibilidad de las proteínas detectoras. Los dos genes de la enfermedad PKD1 y PKD2 codifican las proteínas de la membrana que detecta un cilium no móvil en la célula del tubo renal. La Policistina-2 codificada por el gen PKD2, es un canal de calcio que permite el ingreso de iones calcio extra a las células. La Policistina-1 que es codificada por el gen PKD1, se cree que está asociada con la proteína Policistina-2 y que ésta regula la actividad del canal. Los iones calcio son mensajeros celulares muy importantes. El funcionamiento incorrecto de estas proteínas propicia un desregulamiento del calcio con el desencadenamiento de la enfermedad.

## Diagnóstico
Un diagnóstico definitivo de la enfermedad poliquística renal se logra a través de una prueba genética. la sensibilidad de la prueba es cercana al 100% para todo paciente con el padecimiento y cuyas edades pueden ir de los 30 años o más jóvenes que presentan la mutación del gen PKD1; este criterio tiene un 67% de sensibilidad en aquellos individuos más jóvenes (por debajo de los 30 años). Una ecografía de los riñones puede revelar la presencia de los quistes y su crecimiento en niños e infantes el 50% con riesgo de desarrollar el padecimiento son detectados. Sin embargo la diagnosis a través de la ecografía no es definitiva y concluyente.
El consejo genético puede ayudar a las familias a eliminar el riesgo de desarrollar esta enfermedad.

## Tratamiento
No existe cura hasta el momento contra esta enfermedad, solo hay tratamiento que ayuda a paliar la sintomatología con el fin de prolongar la vida.

### Tratamiento de los efectos secundarios
- Dolor: Contra el dolor solo se considera la administración de analgésicos que pueden ir desde la aspirina o el paracetamol. Para casos muy severos se han considerado practicar cirugías para extirpar los quistes, sin embargo ello no detiene ni retrasa el avance de la enfermedad. Por lo que el alivio puede ser temporal. Dada la progresión de la misma puede llegar a una insuficiencia renal crónica o terminal.

- Infecciones del tracto urinario en el caso de las infecciones renales solo pueden tratarse con antibióticos. El tratamiento temprano es muy importante, porque una infección puede expandirse del tracto urinario a los quistes, la importancia reside en que no todos los antibióticos pueden ser efectivos contra las infecciones que invaden a un quiste ya que no todos ellos penetran dentro de él. A pesar de ello existen algunos que son efectivos.

- Hipertensión Mantener un control estricto de la presión sanguínea puede ayudar a retrasar los efectos del mal. El estilo de vida sufre un cambio al seguir un control médico de la presión.

- Insuficiencia renal terminal. Solo hay dos opciones para remplazar las funciones del riñón atrofiado: la diálisis o el trasplante de riñón. Esta última es una solución definitiva, ya que los riñones sanos trasplantados en un enfermo no desarrollan los quistes.

### Investigación sobre tratamiento de la enfermedad
En los últimos años, la investigación básica ha propiciado la puesta en marcha de ensayos clínicos a efecto de la curación de la enfermedad:
- Tolvaptan: En fecha reciente su aprobación lo convierte en el único tratamiento existente aprobado. Los receptores V2 (de la vasopresina) están situados en la membrana basolateral de las células principales de los túbulos distal y colector. Estos receptores están unidos a una proteína G que estimula la producción de AMPc. El efecto de la vasopresina, a través de los receptores V2, sobre los niveles de AMPc de las células epiteliales provenientes de túbulos colectores, junto con el efecto quistogénico del AMPc, han propiciado modelos experimentales tratados con tolvaptan. Se trata de un antagonista del receptor V2, que ha demostrado buenos resultados con disminución de volumen renal.  Este tratamiento ha sido recomendado para enlentecer la progresión del desarrollo de quistes y la insuficiencia renal de la poliquistosis autosómica dominante (PQRAD), en adultos con enfermedad renal crónica (ERC).
- Análogos de la somatostatina: La evidencia de que la somatostatina disminuye el AMPc junto a la observación de la disminución tamaño renal de un paciente poliquístico con adenoma de hipófisis tratado con somatostatina sugirió su posible utilidad en la PQRAD. A diferencia de los antagonistas de la vasopresina, los análogos de la somatostatina tienen acción sobre la poliquistosis hepática. Caroli et al ha demostrado la eficacia del tratamiento con octreotide en la reducción del volumen hepático. Resultados similares se han obtenido al tratar pacientes con poliquistosis hepática o PQRAD con lantreotide. Ambos estudios fueron de corta duración y con un número reducido de pacientes mientras que el estudio de Hogan, muestra que el tratamiento con octreótido reduce el volumen hepático y renal durante el primer año y se mantiene durante el segundo.
- Inhibidores de mTOR: Debido a la evidencia de la activación de mTOR en las células poliquísticas, los inhibidores de esta molécula, sirolimus y everolimus, se han demostrado efectividad para reducir el volumen renal en modelos murinos de poliquistosis. También han reducido el volumen renal de riñones propios en pacientes poliquísticos trasplantados tratados con sirolimus. Al igual que ocurre con los análogos de la somatostatina, los inhibidores de mTOR actúan también sobre el hígado. En 2010 se publicaron los resultados de los dos ensayos más importantes sobre inhibidores de mTOR y PQRAD, sin obtener buenos resultados, por lo que han quedado relegados, y se no recomiendan en monoterapia.